# Frank Viehweg
Frank Viehweg (* 18. September 1960 in Wolgast) ist ein deutscher Liedermacher, Dichter und Nachdichter.

## Leben
Nach einer kurzen Musikschulausbildung auf dem Akkordeon erlernte Viehweg ab 1976 als Autodidakt das Spielen auf der Gitarre. Erste Gedichte veröffentlichte Frank Viehweg nach seinem Abitur 1979. 1981 wurde er wegen eines Liedes und eines Gedichtes aus der Sozialistischen Einheitspartei Deutschlands ausgeschlossen. Im selben Jahr zog Viehweg nach Ost-Berlin und arbeitete dort als Bibliothekshelfer. 1983 wurde er mit dem Reinhard-Weisbach-Preis ausgezeichnet. 1984 erfolgten erste Nachdichtungen und Rundfunkproduktionen. Seit 1985 arbeitet Frank Viehweg als freiberuflicher Liedermacher und Textautor in Berlin.

## Werke
1996 erschien Viehwegs erste CD Der Sture mit Textübertragungen des kubanischen Liedermachers Silvio Rodríguez. 1997 veröffentlichte er das Buch Liebeslieder nach 12 mit eigenen Liedertexten. 2000 folgte die gleichnamige CD, für die Viehweg einige der Lieder mit Gitarrenbegleitung einspielte. In den folgenden Jahren wurden weitere CDs, Bücher und Gedichtbände mit eigenen Texten und Nachdichtungen veröffentlicht, darunter 2002 ein Band mit Nachdichtungen von 24 Shakespeare-Sonetten. Das 2004 erschienene Buch Eine andere Stimme – Meine fremden Lieder enthält Nachdichtungen vieler internationaler Liedermacher und Musiker, unter anderem von Bruce Cockburn, Suzanne Vega, Wladimir Wyssozki, Bulat Okudschawa, Jannis Theodorakis und Daniel Viglietti.
Frank Viehwegs Texte berühren oft politische Themen. Auch seine Liebeslieder haben oft einen politischen Unterton. Seine Lieder begleitet er bei Konzerten wie auf CD meist selbst mit Gitarre. Viehweg fühlt sich vor allem den lateinamerikanischen Liedermachern verbunden. Dies zeigt sich in der großen Zahl der Nachdichtungen und Textübertragungen spanischsprachiger Musiker, die Viehweg verfasst hat.

## Politik
Bei der Bundestagswahl 2009 rief Viehweg öffentlich zur Wahl der Partei Die Linke auf.

## Bücher und Gedichtbände
- Kinderbuch Besuch bei Franz. 1989
- Kein wirkliches Ende. 1991
- Liebeslieder nach 12. 1997
- An alle. An dich. 2001
- Ich rief dich oft – 24 Sonette nach W. Shakespeare. 2002
- Eine andere Stimme – Meine fremden Lieder. 2004
- Nimm alles was ich liebe – 24 Sonette nach W. Shakespeare. 2005
- Letzte Chance – Liebeslieder. 2005
- Verschwunden ohne Spur – Liederverse nach Juri Schewtschuk. 2007
- Solange man singt – Lieder-Verse nach Jaromír Nohavica. 2009
- Nicht mehr als - 50 Lieder aus den Jahren. 2010
- Die Liebe dauert bis zum Jüngsten Tag - 3 × 24 Sonette nach W. Shakespeare. 2011
- Stern in der Hand: Meine russischen Lieder. 2014
- Wer sagt, daß Don Quichotte gestorben wär? - Gedichte nach Julia Drunina. 2016
- Wege der Liebe - Lieder um Aleksandra. 2017
- Wermutkraut - Gedichte nach Nika Turbina. 2019
- Auf eine Karte - Gedichte nach Eldar Rjasanow. 2022

## CDs
- 1996: Der Sture – Frank Viehweg singt Silvio Rodríguez
- 2000: Liebeslieder nach 12
- 2001: Ich rief dich oft
- 2003: Mein Grund
- 2006: Spurensicherung, Raumer Records
- 2008: Fremdes Land, Raumer Records
- 2009: Solange man singt - Lieder nach Jaromír Nohavica, zum Buch gehörig[2]
- 2013: Aus der Welt, Raumer Records
- 2014: Tausend Stücke - geschmuggelte Lieder - Nachdichtungen, mit Quijote
- 2015: Unser einziges Leben, Raumer Records
- 2019: Herbsteskommen, Raumer Records
- 2021: Der Sture – Frank Viehweg singt Silvio Rodríguez, Re-Edition, Raumer Records

Des Weiteren erschienen Live-Mitschnitte von Konzerten auf den CDs La historia esta von León Gieco und Almendares vivo von Gerardo Alfonso.